# Monatshefte für Chemie
Monatshefte für Chemie – Chemical Monthly (nach ISO 4 abgekürzt Monatsh. Chem.) ist eine wissenschaftliche Zeitschrift der Chemie. Die Monatshefte für Chemie wurden 1880 ins Leben gerufen, um wichtige Beiträge aus den Sitzungsberichten der Kaiserlichen Akademie der Wissenschaften mathematisch-naturwissenschaftlichen Classe. (Abtheilung 2) auch im Ausland bekannt zu machen.
Zur Abgrenzung gegenüber den Ber. d. Dtsch. Chem. Ges. aus Berlin verwendete die Wiener Redaktion in den Anfangsjahren die eigentümliche Zitierweise „Berl. Chem. Ber.“, die Bandnummer wurde durch die Jahreszahl ersetzt.
Die Monatshefte erschienen erstmals im Januar 1880 in der Kaiserlich-Königlichen Hof- und Staatsdruckerei Wien, seit 1945 werden sie von Springer Österreich verlegt, seit 1954 ist die Gesellschaft Österreichischer Chemiker Mitherausgeber und seit 1981 erscheinen sie wieder regelmäßig monatlich, seit 2002 ausschließlich in englischer Sprache.
Die Zeitschrift ist damit eine der ältesten chemischen Zeitschriften der Welt, die eigenständig bleiben konnte.
Die Zeitschrift ist heute eine internationale Zeitschrift, die alle Fachgebiete der Chemie abdeckt. Schwerpunkte der dort publizierten Veröffentlichungen sind vorwiegend organisch-chemische Arbeiten.
Der Impact Factor lag für das Jahr 2020 bei 1,451. Nach der Statistik des ISI Web of Knowledge wurde das Journal 2020 in der Kategorie multidisziplinäre Chemie an 134. Stelle von 178 Zeitschriften geführt.